# 施瓦岑贝格运河博物馆

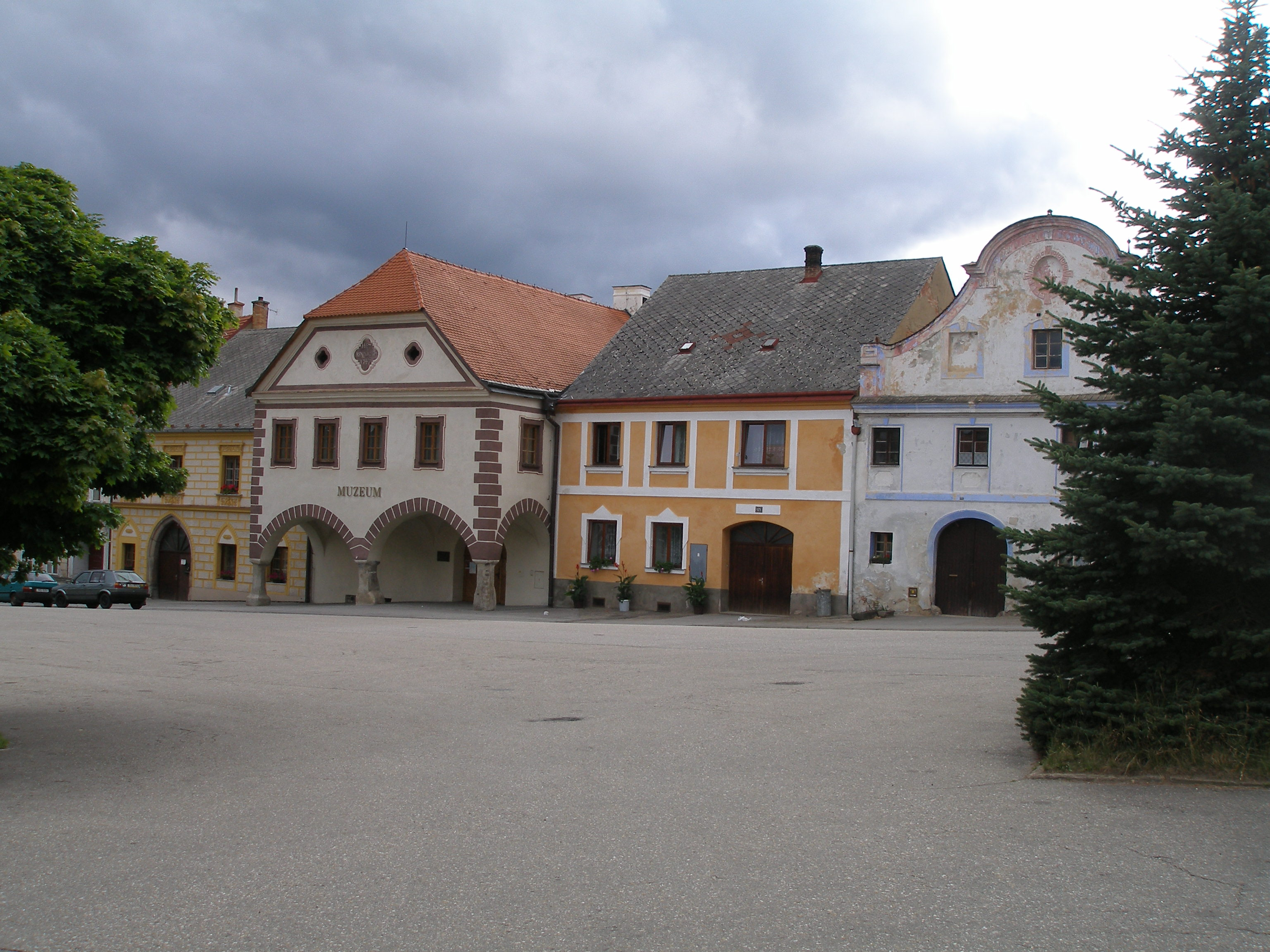
施瓦岑贝格运河博物馆

施瓦岑贝格运河博物馆（捷克語：Muzeum Schwarzenberského plavebního kanálu）是位于捷克南波希米亚州村庄Chvalšiny的一个展览设施，展示施瓦岑贝格运河的历史、由当地勘测员罗森奥尔（Josef Rosenauer）建造。 参观博物馆的游客还可以了解罗森奥尔的生平，也可以了解当地人的特点和生活方式。
在1999/2000年之交，欧洲联盟为博物馆的建立提供了财政支助，捐赠了288970欧元。